# Casa de Pacheco
La casa de Pacheco es un linaje nobiliario de origen portugués. Antiguos autores, sin fundamento alguno, afirman que los Pacheco descienden de Lucio Junio Pacieco gran valido de Julio César que «vivió por los años 708 de la fundación de Roma».
Varios de sus miembros han sobresalido en la historia de España, especialmente los jefes de la casa de Escalona, la que también es poseedora de la máxima dignidad de la nobleza por ser titular de la grandeza de España de 1520, denominada grandeza inmemorial o grandeza de primera clase.

## Orígenes
Entre estos autores antiguos que mencionan los orígenes fabulosos de los Pacheco, se encuentra Jerónimo Gudiel que escribió una obra sobre la familia Girón por encargo de Pedro Téllez-Girón y de la Cueva, primer duque de Osuna, publicada en 1577. Según este autor:

Este linaje de los Pacheco, de quienes descienden de la Casa de Girón por línea materna, como adelante constará, es muy noble en nuestra España y tan antiguo como muchos quieren afirmar, que tiene tanta antigüedad que ella cuenta el nombre de Lucio Junio Pacieco, de quien hace memoria Aulo Hircio en sus "Comentarios" y de otros aún más antiguos, de quien cumplidamente escribió Ambrosio de Morales tratando de Marco Craso. Y así muchos señalan como primero de este apellido a aquel romano Lucio Junio Pacieco, de cuyo parecer son don Damián de Goes, portugués y algunos otros que he leído.

Según el conde de Barcelos en su obra Livro de Linhagens, el genearca de este linaje fue Fernán Jeremías que recibió el señorío de Ferreira de Aves como tenencia de la condesa Teresa de León. Los datos sobre la familia son escasos en cuanto a las primeras generaciones que no llegaron a alcanzar una posición relevante en la corte ni eran miembros de la alta nobleza. El primero que está mejor documentado fue Fernán Rodríguez Pacheco, abuelo de Lope Fernández Pacheco que fue el primer miembro del linaje que alcanzó la ricohombría.

## Escudo de Armas

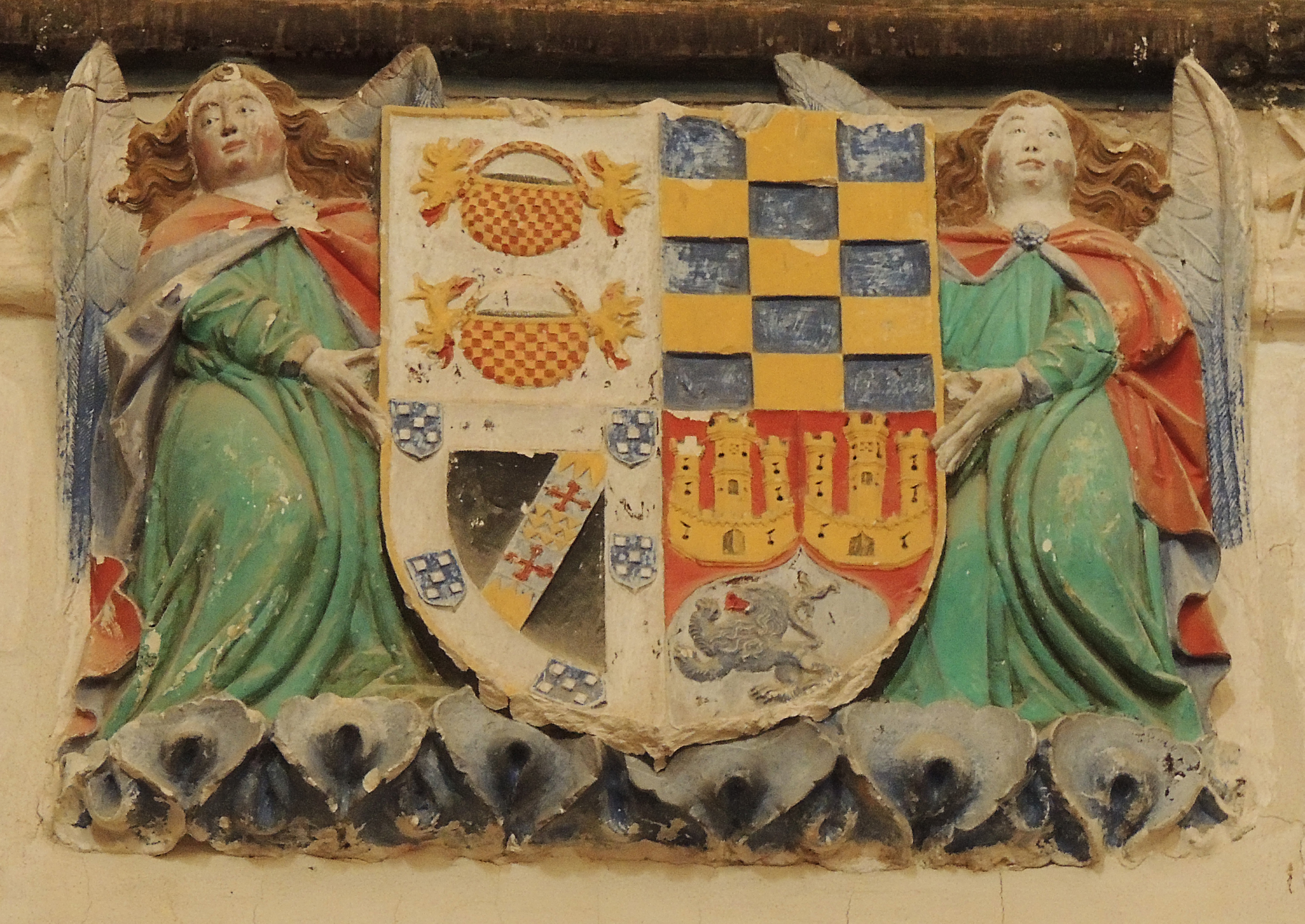
Las "armas de los Pacheco" figuran entre las de los caballeros del Toisón de Oro que asistieron en 1559 al capítulo de esta insigne Orden en la Catedral de San Bavón de Gante.

En campo de plata, dos calderas endentadas en faja de oro y sable, una sobre otra, con siete serpientes de sinople saliendo de cada lado de las asas, tres hacia dentro y cuatro hacia afuera.

## Títulos de nobleza otorgados originalmente a los Pacheco
- Marquesado de Villena, creado a favor de Juan Pacheco, III señor de Belmonte,  el 12 de noviembre de 1445 por el rey Juan II;
- Condado de Xiquena, creado a favor de Juan Pacheco, I marqués de Villena, en 1461 por el rey Enrique IV;
- Ducado de Escalona, creado a favor de Juan Pacheco, I marqués de Villena y I conde de Xiquena, en 1472 por el rey Enrique IV;
- Marquesado de Cerralbo, creado a favor de Rodrigo Pacheco y Osorio, VI señor de Cerralbo,  el 2 de enero de 1533 por el rey Carlos I;
- Condado de la Puebla de Montalbán, creado a favor de Juan Pacheco y Toledo Cárdenas, señor de la Puebla de Montalbán, el 18 de octubre de 1573 por el rey Felipe II;
- Marquesado de Villamayor de las Ibernias, creado a favor de  Francisco Pacheco de Córdoba y Bocanegra, el 7 de abril de 1617 por el rey Felipe III;
- Marquesado de Castrofuerte, creado a favor de  Pedro Pacheco y Chacón, el 14 de junio de 1627 por el rey Felipe IV;
- Condado de Villalobos, creado a favor de Juan Antonio Pacheco y Osorio, IV marqués de Cerralbo, para los primogénitos de su Casa, el 22 de enero de 1639, por el rey Felipe IV;
- Marquesado de la Torre de las Sirgadas, creado a favor de Luis Pacheco Portocarrero, VII señor de la Torre de las Sirgadas, el 31 de octubre de 1694 por el rey Carlos II
- Marquesado de Menas Albas, creado a favor de Juan Francisco Pacheco y Fernández de Velasco, III conde de la Puebla de Montalbán, para los primogénitos de su Casa, el 5 de marzo de 1666 por el rey Carlos II.

## Los Pacheco miembros de la Orden del Toisón de Oro

Collar de la Orden del Toisón de Oro.

Varios Pacheco fueron investidos como caballeros de la Orden del Toisón de Oro: 
- Diego López de Pacheco, II duque de Escalona, en 1519;
- Juan Fernández Pacheco, V duque de Escalona, en 1589;
- Diego Roque Fernández López Pacheco, VII duque de Escalona, en 1649;
- Juan Manuel Fernández Pacheco y Zúñiga, VIII duque de Escalona, en 1687;
- Mercurio Antonio López Pacheco, IX duque de Escalona, en 1724;
- Andrés Luis López Pacheco y Osorio, X duque de Escalona, en 1738;
- Felipe López Pacheco de la Cueva, XII duque de Escalona , en 1789.

## Personas destacadas
- Lope Fernández Pacheco, primer miembro de esta familia que alcanzó la ricohombría.[b] Era hijo de Juan Fernández Pacheco, VI señor de Ferreira de Aves y de Estefanía López de Paiva[7] nieto de Fernando Rodríguez Pacheco, el primero que utilizó el apellido Pacheco.[4]
- Diego López Pacheco, un noble portugués, hijo del anterior, que tras participar en el asesinato de Inés de Castro huyó de Portugal y pasó al servicio de Enrique II de Castilla, del que fue ricohombre y notario mayor, recibiendo el señorío de Béjar. Es el origen del linaje de los Pacheco en la Corona de Castilla.
- Juan Fernández Pacheco (João Fernandes Pacheco) en portugués, guardia mayor de Juan I de Portugal, alcaide de Santarem y primer señor de Belmonte[8]
- María Pacheco, señora de Belmonte, hija de Juan Fernández Pacheco e Inés Téllez de Meneses; esposa de Alfonso Téllez Girón y Vázquez de Acuña y madre de los hermanos Pedro Girón y Juan Pacheco.[9]
- Juan Pacheco, hijo de la anterior, fue un noble y ricohombre de Castilla. Dominó la política del reino desde los últimos años del reinado de Juan II de Castilla hasta casi el reinado de Isabel la Católica. Se convirtió en hombre de confianza de Enrique IV de Castilla, de quien fue compañero de juegos durante su infancia después que el condestable Álvaro de Luna interviniese para que él y su hermano Pedro entrasen en la corte.
- Diego López Pacheco y Portocarrero, fue un noble castellano, segundo marqués de Villena y segundo duque de Escalona.[2] Cuarto Conde de San Esteban de Gormaz y señor de Osma por su primer matrimonio. Mayordomo Mayor de la corona de Castilla entre 1472 y 1480. IV señor de Belmonte, y señor de Serón, Tíjola, Tolox y Monda.
- Alfonso Pacheco, fue un noble español, primer conde de Ureña, señor de Osuna, de Tiedra, Peñafiel, Briones, Frechilla, Morón de la Frontera, Archidona, Arahal, Cazalla de la Frontera, Gelves, Olvera, Ortejicar, Villafrechós, Gumiel de Izán, Villamayor de Campos y Santibáñez, ricohombre y notario mayor de Castilla.
- María Pacheco, Noble castellana. Fue esposa del general comunero Juan de Padilla; tras la muerte de su marido asumió desde Toledo el mando de la sublevación de las Comunidades de Castilla hasta que capituló ante el rey Carlos I de España y V del Sacro Imperio Romano Germánico en febrero de 1522.
- Francisco Pacheco (capitán), fue un conquistador español. Descendiente de familia de gran linaje español, siendo adolescente paso a las Indias Occidentales. Posteriormente vivió en Nicaragua donde se casó con Doña María Ferrol, hija del piloto Juan Ferrol.
- Francisco Pacheco (poeta), fue un humanista y erudito, así como poeta y epigrafista en latín y en castellano, del Renacimiento español, autor de la mayor parte de los programas iconográficos de la Catedral de Sevilla durante el último cuarto del siglo XVI. A menudo es confundido con su sobrino del mismo nombre, el pintor Francisco Pacheco del Río, maestro y suegro de Diego Velázquez.
- Antonio de Mendoza y Pacheco, político y militar español, que fue caballero de Santiago, comendador de Socuéllamos, primer virrey de la Nueva España desde 1535 hasta 1550 y segundo del Perú, de 1551 a 1552.
- Pedro Pacheco Ladrón de Guevara o de Villena, obispo, cardenal y virrey de Nápoles.
- Francisco Pacheco de Toledo, cardenal y primer arzobispo de Burgos.
- Diego López de Pacheco y Portugal, duque de Escalona, VII marqués de Villena, IX marqués de Moya, VII conde de Xiquena, X conde de San Esteban de Gormaz, grande de España de 1.ª clase y caballero de la Orden del Toisón de Oro. Fue padre de Juan Manuel Fernández Pacheco, creador y primer director de la Real Academia Española, y descendientes, ambos, de Juan Pacheco, I marqués de Villena.
- Rodrigo Pacheco y Osorio, fue un noble español, Inquisidor de Valladolid, y XV virrey de la Nueva España desde el 3 de noviembre de 1624 al 16 de septiembre de 1635.
- Joaquín Francisco Pacheco, fue un político, jurista y escritor español.
- Juan Francisco Pacheco Téllez-Girón, fue un noble español, virrey de Sicilia y embajador en Roma.
- Juan Manuel Fernández Pacheco, grande de España, VIII marqués de Villena, VIII duque de Escalona, VIII conde de Xiquena, XII conde de San Esteban de Gormaz, X marqués de Moya. Fue Virrey y capitán general de los reinos de Navarra, Aragón, Cataluña, Sicilia y Nápoles. Caballero de la Orden del Toisón de Oro y fundador de la Real Academia Española.
- Mercurio Antonio López Pacheco, Fue grande de España, IX duque de Escalona, XII marqués de Aguilar de Campoo, IX marqués de Villena, VII Marqués de la Eliseda, IX conde de Xiquena, XVI conde de Castañeda y XIII conde de San Esteban de Gormaz y segundo director de la Real Academia Española.
- Marciano Fernández Pacheco, marqués de Moya. Fue un noble y militar español.
- Felipe López-Pacheco de la Cueva, grande de España, XII duque de Escalona, XVI marqués de Aguilar de Campoo con Grandeza de España, XII marqués de Villena, V marqués de Assentar, VII marqués de Bedmar con Grandeza de España, XIII marqués de Moya, XI marqués de la Eliseda, XIII marqués de Villanueva del Fresno, XIII marqués de Barcarrota, XII conde de Xiquena, XVII conde de San Esteban de Gormaz, XX conde de Castañeda, XIV canciller (honorario) mayor de Castilla, V conde de Villanova.
- Andrés Pacheco, fue un noble, prelado y teólogo español que ejerció como maestro del archiduque-cardenal Alberto de Austria y además fue obispo de Segovia (1587-1601), obispo de Cuenca (1601-1622), Inquisidor General de España (1622-1626) y Patriarca de las Indias Occidentales (1625-1626).
- Andrés Luis López-Pacheco y Osorio, Fue grande de España, X duque de Escalona, XIII marqués de Aguilar de Campoo, X marqués de Villena, VIII Marqués de la Eliseda, X conde de Xiquena, XVII conde de Castañeda y XIV conde de San Esteban de Gormaz y director de la Real Academia Española.
- María Ana López Pacheco y Álvarez de Toledo Portugal, fue miembro de la nobleza de España, XIV marquesa de Aguilar de Campoo, XII condesa de Oropesa, XI condesa de Alcaudete, XI condesa de Deleitosa, VIII marquesa de Jarandilla, IX marquesa de Frechilla y Villarramiel, XV marquesa de San Esteban, VII marquesa del Villar de Grajanejos y grande de España.
- Pedro de Alcántara Pérez de Guzmán y Pacheco, por cesión y herencia paterna fue XXI conde de Niebla, XIV duque de Medina Sidonia y XII marqués de Cazaza. Por muerte de su prima hermana María Ana López Pacheco, XIV marquesa de Aguilar de Campoo, fue XV marqués de Aguilar de Campoo, XVIII conde de Castañeda, IX marqués de la Eliseda, Canciller mayor y Pregonero mayor de Castilla, señor de Belmonte y su tierra.
- Pedro de Alcántara Téllez-Girón y Pacheco, X marqués de Peñafiel, IX duque de Osuna, XIII conde de Ureña, conde de Fontanar, que casó con su prima María Josefa Alonso Pimentel Téllez-Girón.
- Juan Vicente de Güemes Pacheco, fue virrey y presidente de la Junta Superior de Real Hacienda de Nueva España del 16 de octubre de 1789 al 11 de julio de 1794.
- Diego Fernández de Velasco, XIII duque de Frías, fue un aristócrata y político español, de los que en la Guerra de la Independencia Española optaron por el bando napoleónico y han pasado a la historia con la denominación de afrancesados.